# Novogotická kaple (Mošovce)

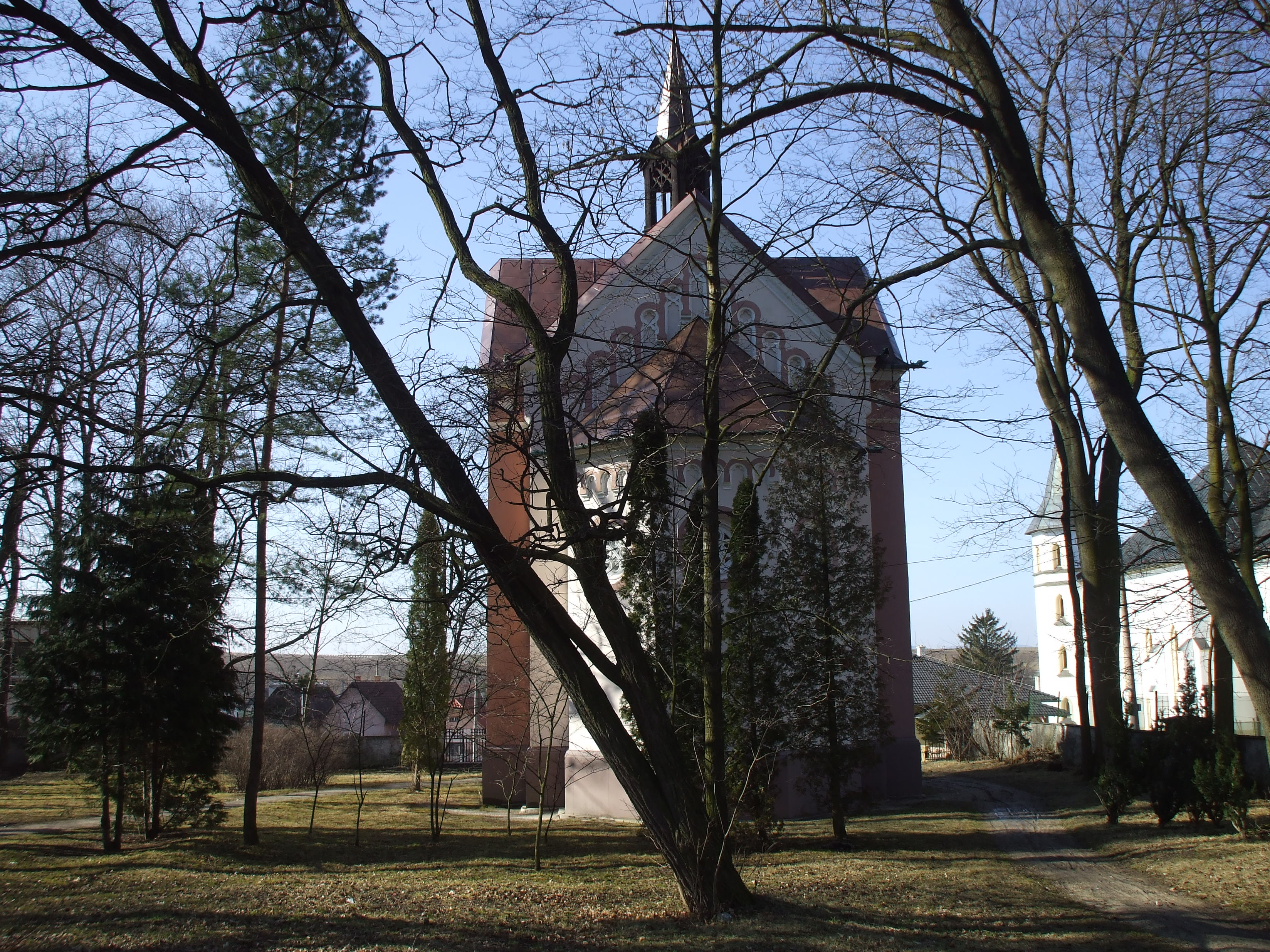
Pohled na kapli z parku

Novogotická kaple v Mošovcích v okrese Turčianske Teplice v Žilinském kraji byla postavena šlechtickým rodem Révaiů roku 1911. Pod kaplí se nachází krypta. Fasáda je bohatě členěná novogotickými prvky. Kaple se nachází ve výběžku anglického parku u kaštela v Mošovcích.
Dnes je v kapli umístěno muzeum řemesel. V jeho expozici se nachází nástroje používané při výrobě známých mošovských výrobků.